# Evangelische Kirche Dorfitter

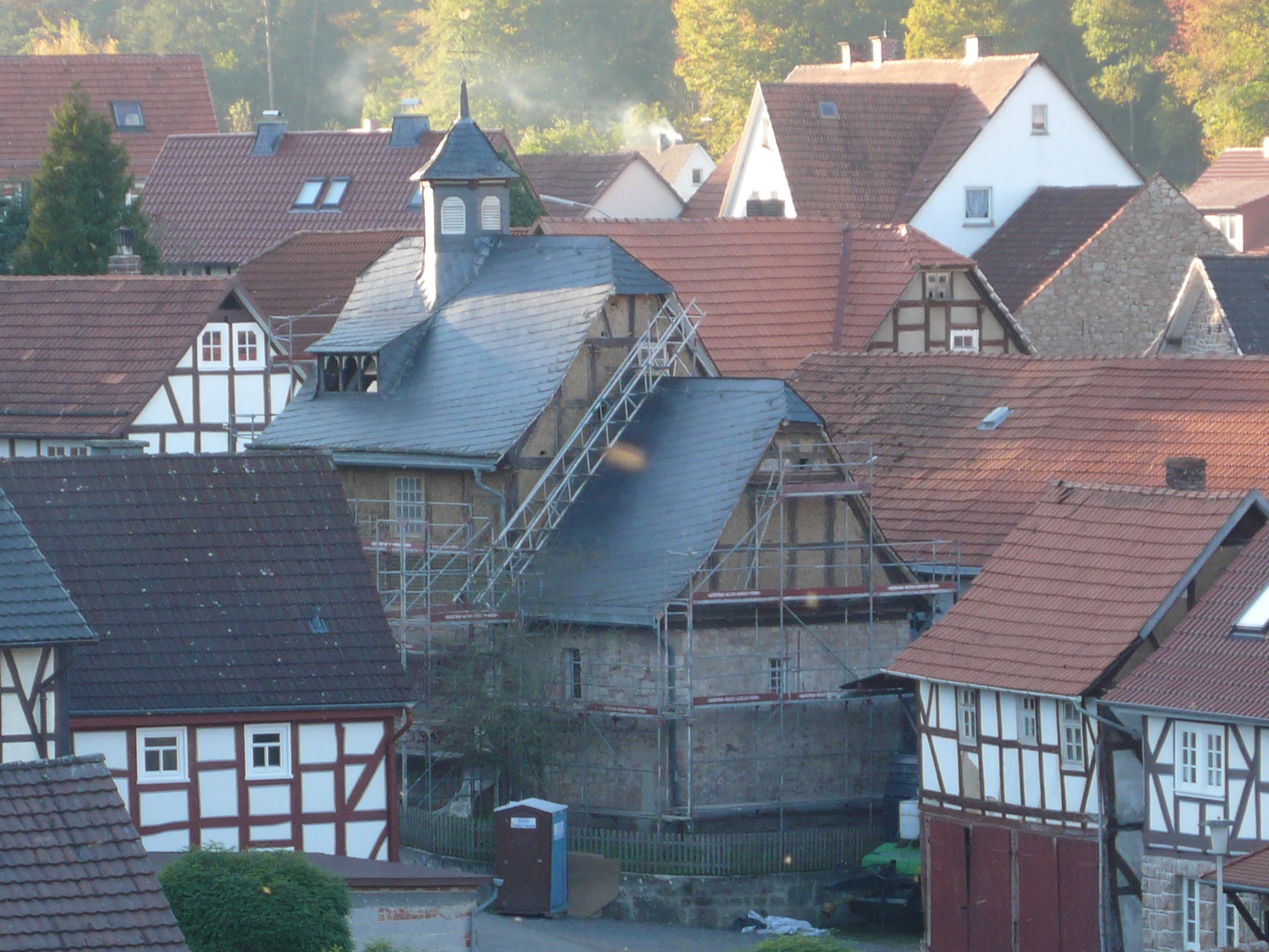
Kirche Dorfitter 2007 während Renovierung

Die Evangelische Kirche Dorfitter ist ein denkmalgeschütztes Gebäude in Dorfitter, einem Ortsteil von Vöhl im Landkreis Waldeck-Frankenberg (Hessen).
Die Kirche war ursprünglich dem hl. Bartholomäus geweiht. Der im Kern mittelalterliche kleine Rechteckbau wurde 1628 erneuert. Der Fachwerkoberbau des Schiffes und das achtteilige Holzgewölbe im Chor wurde 1676 errichtet. Eine umfassende Renovierung wurde von 2007 bis 2009 vorgenommen.
Das spätgotische Altarretabel gilt als Werk eines mittelrheinischen Malers. Der Altaraufsatz zeigt in der Mitte ein älteres Kruzifix, seitlich davon vier auf Leinwand gemalte Szenen aus dem Leben Christi. Das Retabel wurde 2007 bis 2009 in der Werkstatt des Landesamtes für Denkmalpflege Hessen restauriert und danach wieder in der Kirche aufgestellt. Die Westempore ist mit reich beschnitzten Gesimsen verziert. Die Kanzel und das hölzerne Taufbecken stammen aus der zweiten Hälfte des 17. Jahrhunderts, der Pfarrersessel von 1695.
An der Außenwand ist ein Grabstein mit einem Relief des hl. Antonius Eremit angebracht.